# Ononis mauritii
Ononis mauritii är en ärtväxtart som först beskrevs av René Charles Maire och fader Sennen, och fick sitt nu gällande namn av fader Sennen. Ononis mauritii ingår i släktet puktörnen, och familjen ärtväxter. Inga underarter finns listade i Catalogue of Life.